# Forfarshire Cup
La Forfarshire Cup è un torneo scozzese della regione di Tayside che coinvolge le contee di Angus (fino al 1928 nota come Forfarshire), Perthshire e Dundee. Organizzata dal 1883 annualmente dalla Football Association Forfarshire affiliata alla Scottish Football Association.
La Football Association Forfarshire fu fondata da 18 club, dodici di Dundee (Dundee Harp,), due di Arbroath e uno ciascuno da Broughty e Lochee. Successivamente si affiliarono anche da Coupar Angus e Montrose.

## Albo d'oro
| Stagione | Vincitore                              | Finalista                              | Risultato                              | Luogo della Finale                                 |
| -------- | -------------------------------------- | -------------------------------------- | -------------------------------------- | -------------------------------------------------- |
| 1883-84  | Arbroath                               | Dundee Harp                            | 2-1                                    | ?, Rollo's Pier                                    |
| 1884-85  | Dundee Harp                            | Strathmore (Arbroath)                  | 2-2; 15-1(R)                           | ?, Rollo's Pier                                    |
| 1885-86  | Dundee Harp                            | Arbroath                               | 5-3                                    | ?, West Craigie Park                               |
| 1886-87  | Dundee Harp                            | Strathmore (Dundee)                    | 4-2                                    | ?, West Craigie Park                               |
| 1887-88  | Arbroath                               | Strathmore (Dundee)                    | 10-2                                   | ?, East Dock Street                                |
| 1888-89  | Arbroath                               | Dundee East End                        | 2-1                                    | ?, East Dock Street                                |
| 1889-90  | Dundee Our Boys                        | Dundee East End                        | 2-1                                    | ?, East Dock Street                                |
| 1890-91  | Dundee Our Boys                        | Dundee East End                        | 6-2                                    | ?, East Dock Street                                |
| 1891-92  | Montrose                               | Dundee East End                        | 5-3                                    | ?, West Craigie Park                               |
| 1892-93  | Arbroath                               | Dundee Harp                            | 1-0                                    | Dundee, Carolina Port                              |
| 1893-94  | Dundee                                 | Dundee Harp                            | 4-0                                    | Dundee, Carolina Port                              |
| 1894-95  | Dundee                                 | Lochee United                          | 1-0                                    | Arbroath, Gayfield Park                            |
| 1895-96  | Arbroath                               | Dundee                                 | 2-0                                    | ?, East Dock Street                                |
| 1896-97  | Arbroath                               | Forfar Athletic                        | 2-2; 5-2(R)                            | Dundee, Carolina Port                              |
| 1897-98  | Dundee Wanderers                       | Arbroath                               | 1-1; 7-5(R)                            | Dundee, Carolina Port                              |
| 1898-99  | Arbroath                               | Dundee Wanderers                       | 4-2                                    | Dundee, Carolina Port                              |
| 1899-00  | Arbroath                               | Lochee United                          | 3-3; 1-0(R)                            | Dundee, Dens Park                                  |
| 1900-01  | Dundee                                 | Dundee Wanderers                       | 1-0                                    | Dundee, Dens Park                                  |
| 1901-02  | Dundee Wanderers                       | Arbroath                               | 3-2                                    | Dundee, Dens Park                                  |
| 1902-03  | Dundee                                 | Montrose                               | 2-1                                    | Montrose, Links Park                               |
| 1903-04  | Dundee Wanderers                       | Montrose                               | 1-1; 3-0(R)                            | Dundee, Dens Park; Arbroath, Gayfield Park         |
| 1904-05  | Dundee                                 | Arbroath                               | n/a                                    | Trofeo vinto dal Dundee per rinuncia dell'Arbroath |
| 1905-06  | Forfar Athletic                        | Arbroath                               | 1-1; 2-1(R)                            | Dundee, Dens Park; Montrose, Links Park            |
| 1906-07  | Arbroath                               | Dundee                                 | 1-0                                    | Dundee, Dens Park                                  |
| 1907-08  | Forfar Athletic                        | Montrose                               | 4-1                                    | Dundee, Dens Park                                  |
| 1908-09  | Dundee                                 | Brechin City                           | 2-0                                    | Dundee, Dens Park                                  |
| 1909-10  | Brechin City                           | Arbroath                               | 4-1                                    | Dundee, Dens Park                                  |
| 1910-11  | Dundee Hibernian                       | Arbroath                               | 1-0                                    | Dundee, Dens Park                                  |
| 1911-12  | Dundee                                 | Brechin City                           | 2-0                                    | Dundee, Dens Park                                  |
| 1912-13  | Dundee                                 | Montrose                               | 1-1; 7-0(R)                            | Dundee, Dens Park                                  |
| 1913-14  | Arbroath                               | Dundee Hibernian                       | 1-1; 2-1                               | Dundee, Dens Park                                  |
| 1914-15  | Dundee Hibernian                       | Arbroath                               | 2-0                                    | Dundee, Dens Park                                  |
| 1915/19  | Sospesa per la prima guerra mondiale   | Sospesa per la prima guerra mondiale   | Sospesa per la prima guerra mondiale   | Sospesa per la prima guerra mondiale               |
| 1919-20  | Dundee Hibernian                       | Dundee                                 | 1-0; 1-0                               | Dundee, Dens Park                                  |
| 1920-21  | Arbroath                               | Dundee                                 | 2-2; 3-0(R)                            | Dundee, Dens Park; Arbroath, Gayfield Park         |
| 1921-22  | Montrose                               | Forfar Athletic                        | 1-0                                    | Arbroath, Gayfield Park                            |
| 1922-23  | Dundee                                 | Forfar Athletic                        | 2-0                                    | Dundee, Dens Park                                  |
| 1923-24  | Arbroath                               | Forfar Athletic                        | 3-0                                    | Dundee, Dens Park                                  |
| 1924-25  | Dundee                                 | Arbroath                               | 1-0                                    | Dundee, Dens Park                                  |
| 1925-26  | Dundee                                 | Arbroath                               | 4-2                                    | Dundee, Tannadice Park                             |
| 1926-27  | Montrose                               |                                        |                                        |                                                    |
| 1927-28  | Competizione non terminata             | Competizione non terminata             | Competizione non terminata             | Competizione non terminata                         |
| 1928-29  | Dundee Utd                             | Forfar Athletic                        | 2-1                                    | Dundee, Dens Park                                  |
| 1929-30  | Dundee Utd                             | Montrose                               | 2-1                                    | Dundee, Dens Park                                  |
| 1930-31  | Forfar Athletic                        | Dundee                                 | 2-1                                    | Dundee, Dens Park                                  |
| 1931-32  | Montrose                               | Dundee Utd                             | 1-0                                    | Arbroath, Gayfield Park                            |
| 1932-33  | Montrose                               | Dundee                                 | 1-1; 1-0(R)                            | Arbroath, Gayfield Park                            |
| 1933-34  | Arbroath                               | Brechin City                           | 4-1                                    | Dundee, Tannadice Park                             |
| 1934-35  | Dundee                                 | v                                      | 1-1; 1-0(R)                            | Dundee, Tannadice Park                             |
| 1935-36  | Arbroath                               | Montrose                               | 1-0                                    | Arbroath, Gayfield Park                            |
| 1936-37  | Arbroath                               | Brechin City                           | 3-1                                    | Montrose, Links Park                               |
| 1937-38  | Dundee                                 | Dundee Utd                             | 3-0                                    | Dundee, Dens Park                                  |
| 1938-39  | Arbroath                               | Dundee Utd                             | 2-0                                    | Dundee, Dens Park                                  |
| 1939-40  | Arbroath                               | Dundee                                 | 1-1; 2-0(R)                            | Dundee, Dens Park; Arbroath, Gayfield Park         |
| 1940/44  | Sospesa per la seconda guerra mondiale | Sospesa per la seconda guerra mondiale | Sospesa per la seconda guerra mondiale | Sospesa per la seconda guerra mondiale             |
| 1944-45  | Dundee                                 | Arbroath                               | 6-0                                    | Dundee, Dens Park                                  |
| 1945-46  | Dundee                                 | Forfar Athletic                        | 6-1                                    | Dundee, Dens Park                                  |
| 1946-47  | Dundee                                 | Dundee Utd                             | 5-0                                    | Dundee, Dens Park                                  |
| 1947-48  | Dundee Utd                             | Arbroath                               | 4-1                                    | Dundee, Dens Park                                  |
| 1948-49  | Dundee                                 | Arbroath                               | 1-1; 2-0(R)                            | Dundee, Dens Park                                  |
| 1949-50  | Dundee                                 | Brechin City                           | 3-2(aet)                               | Dundee, Dens Park                                  |
| 1950-51  | Dundee Utd                             | Dundee                                 | 3-2                                    | Dundee, Dens Park                                  |
| 1951-52  | Montrose                               | Arbroath                               | 2-1                                    | Arbroath, Gayfield Park                            |
| 1952-53  | Brechin City                           |                                        |                                        |                                                    |
| 1953-54  | Dundee Utd                             | Arbroath                               | 2-1                                    | Dundee, Tannadice Park                             |
| 1954-55  | Dundee                                 | Montrose                               | 6-0                                    | Dundee, Dens Park                                  |
| 1955-56  | Dundee                                 | Arbroath                               | 2-0                                    | Dundee, Dens Park                                  |
| 1956-57  | Competizione non terminata             | Competizione non terminata             | Competizione non terminata             | Competizione non terminata                         |
| 1957-58  | Arbroath                               | Forfar Athletic                        | 3-2                                    | Brechin, Glebe Park                                |
| 1958-59  | Brechin City                           |                                        |                                        |                                                    |
| 1959-60  | Dundee                                 | Forfar Athletic                        | 3-2                                    | Dundee, Dens Park                                  |
| 1960-61  | Dundee Utd                             |                                        |                                        |                                                    |
| 1961-62  | Montrose                               | Arbroath                               | 2-1                                    | Arbroath, Gayfield Park                            |
| 1962-63  | Dundee Utd                             | Arbroath                               | 2-1 (aet)                              | Dundee, Dens Park                                  |
| 1963-64  | Competizione non terminata             | Competizione non terminata             | Competizione non terminata             | Competizione non terminata                         |
| 1964-65  | Dundee Utd                             | Dundee                                 | 1-0                                    | Dundee, Tannadice Park                             |
| 1965-66  | Dundee                                 | Brechin City                           | 2-1                                    | Dundee, Dens Park                                  |
| 1966-67  | Dundee                                 | Dundee Utd                             | 4-3                                    | Dundee, Dens Park                                  |
| 1967-68  | Competizione non terminata             | Competizione non terminata             | Competizione non terminata             | Competizione non terminata                         |
| 1968-69  | Dundee Utd                             | Arbroath                               | 2-0                                    | Dundee, Tannadice Park                             |
| 1969-70  | Competizione non terminata             | Competizione non terminata             | Competizione non terminata             | Competizione non terminata                         |
| 1970-71  | Dundee                                 | Dundee Utd                             | 2-0                                    | Dundee, Tannadice Park                             |
| 1971-72  | Dundee Utd                             | Dundee                                 | 4-0                                    | Dundee, Tannadice Park                             |
| 1972-73  | Montrose                               | Dundee Utd                             |                                        | Arbroath, Gayfield Park                            |
| 1973-74  | Competizione non terminata             | Competizione non terminata             | Competizione non terminata             | Competizione non terminata                         |
| 1974-75  | Dundee Utd                             |                                        |                                        |                                                    |
| 1975-76  | Dundee Utd                             | Dundee                                 | 3-1                                    | Dundee, Tannadice Park                             |
| 1976-77  | Dundee Utd                             | Arbroath                               | 3-0                                    | Arbroath, Gayfield Park                            |
| 1977-78  | Competizione non terminata             | Competizione non terminata             | Competizione non terminata             | Competizione non terminata                         |
| 1978-79  | Forfar Athletic                        | Dundee                                 | 3-1                                    | Forfar, Station Park                               |
| 1979-80  | Dundee Utd                             | Dundee                                 | 2-1                                    | Dundee, Dens Park                                  |
| 1980-83  | Competizione non terminata             | Competizione non terminata             | Competizione non terminata             | Competizione non terminata                         |
| 1983-84  | Forfar Athletic                        | Dundee                                 | 3-2                                    | Forfar, Station Park                               |
| 1984-85  | Dundee Utd                             | Forfar Athletic                        | 2-1                                    | Dundee, Tannadice Park                             |
| 1985-86  | Dundee                                 | Dundee Utd                             | 2-0                                    | Dundee, Tannadice Park                             |
| 1986-87  | Dundee Utd                             | Montrose                               | 5-0                                    | Dundee, Tannadice Park                             |
| 1987-88  | Dundee Utd                             | Dundee                                 | 3-2                                    | Dundee, Dens Park                                  |
| 1988-89  | Dundee                                 | Arbroath                               | 3-0                                    | Arbroath, Gayfield Park                            |
| 1989-90  | Dundee                                 | St. Johnstone                          | 3-2                                    | Perth, McDiarmid Park                              |
| 1990–91  | Forfar Athletic                        |                                        |                                        |                                                    |
| 1991-92  | Montrose                               |                                        |                                        |                                                    |
| 1992-93  | St. Johnstone                          |                                        |                                        |                                                    |
| 1993-94  | Arbroath                               | Dundee                                 | 2-0                                    | Arbroath, Gayfield Park                            |
| 1994-95  | Forfar Athletic                        |                                        |                                        |                                                    |
| 1995-96  | Arbroath                               | Forfar Athletic                        | 3-2                                    | Arbroath, Gayfield Park                            |
| 1996-97  | Brechin City                           |                                        |                                        |                                                    |
| 1997-98  | Forfar Athletic                        |                                        |                                        |                                                    |
| 1998-99  | St. Johnstone                          |                                        |                                        |                                                    |
| 1999-00  | Dundee                                 |                                        |                                        |                                                    |
| 2000-01  | Competizione non terminata             | Competizione non terminata             | Competizione non terminata             | Competizione non terminata                         |
| 2001-02  | Montrose                               |                                        |                                        |                                                    |
| 2002-03  | Competizione non terminata             | Competizione non terminata             | Competizione non terminata             | Competizione non terminata                         |
| 2003-04  | St. Johnstone                          | Montrose                               | 2-0                                    | Perth, McDiarmid Park                              |
| 2004-05  | Dundee Utd                             | Forfar Athletic                        | 1-0                                    | Forfar, Station Park                               |
| 2005-06  | Competizione non terminata             | Competizione non terminata             | Competizione non terminata             | Competizione non terminata                         |
| 2006-07  | St. Johnstone                          | Arbroath                               | 3-2                                    | Arbroath, Gayfield Park                            |
| 2007-08  | Brechin City                           | Montrose                               | 2-1                                    | Brechin, Glebe Park                                |
| 2008-09  | Competizione non terminata             | Competizione non terminata             | Competizione non terminata             | Competizione non terminata                         |
| 2009-10  |                                        |                                        |                                        |                                                    |
| 2010-11  |                                        |                                        |                                        |                                                    |

|    | Club                          | Numero di vittorie |
| -- | ----------------------------- | ------------------ |
| 1  | Dundee                        | 28                 |
| 2  | Dundee Hibernian / Dundee Utd | 21                 |
| 3  | Arbroath                      | 20                 |
| 4  | Montrose                      | 10                 |
| 5  | Forfar Athletic               | 8                  |
| 6  | Brechin City                  | 5                  |
| 7  | St. Johnstone                 | 4                  |
| 8  | Dundee Harp                   | 3                  |
| =  | Dundee Wanderers              | 3                  |
| 10 | Dundee Our Boys               | 2                  |